# Scambus capitator
Scambus capitator là một loài tò vò trong họ Ichneumonidae.